# Strmica, Škofja Loka
Strmica este o localitate din comuna Škofja Loka, Slovenia, cu o populație de 64 de locuitori.